# 9184 Василь
9184 Василь (9184 Vasilij) — астероїд головного поясу, відкритий 2 серпня 1991 року.
Тіссеранів параметр щодо Юпітера — 3,573.